# 鳥澄
鳥澄（とりすみ）は、愛知県名古屋市緑区の町名。現行行政地名は鳥澄一丁目から鳥澄三丁目。住居表示未実施。

## 地理
名古屋市緑区の中央部に位置し、東は尾崎山・鴻仏目、西は相原郷・若田、南は鳴海町・東陵、北は小坂に接する。

### 河川
- 扇川

## 歴史

### 町名の由来
鳴海町の小字名「鳥澄」による。「澄」の字は当て字であり、古くは「鳥住」と書かれた。鳥が群生する地であることに由来するという。

### 行政区画の沿革
- 1990年（平成2年）12月2日 - 緑区鳴海町の一部より、同区鳥澄一～三丁目が成立[8]。

## 世帯数と人口
2019年（平成31年）3月1日現在の世帯数と人口は以下の通りである。
| 丁目       | 世帯数  | 人口    |
| ---------- | ------- | ------- |
| 鳥澄一丁目 | 72世帯  | 171人   |
| 鳥澄二丁目 | 326世帯 | 774人   |
| 鳥澄三丁目 | 376世帯 | 967人   |
| 計         | 774世帯 | 1,912人 |

### 人口の変遷
国勢調査による人口の推移
| 1995年（平成7年）  | 1,712人 | [ 9 ]  |  |
| 2000年（平成12年） | 1,852人 | [ 10 ] |  |
| 2005年（平成17年） | 1,730人 | [ 11 ] |  |
| 2010年（平成22年） | 1,741人 | [ 12 ] |  |
| 2015年（平成27年） | 1,810人 | [ 13 ] |  |

## 学区
市立小・中学校に通う場合、学校等は以下の通りとなる。また、公立高等学校に通う場合の学区は以下の通りとなる。なお、小・中学校は学校選択制度を導入しておらず、番毎で各学校に指定されている。
| 丁目       | 小学校                                    | 中学校                                    | 高等学校 |
| ---------- | ----------------------------------------- | ----------------------------------------- | -------- |
| 鳥澄一丁目 | 名古屋市立相原小学校                      | 名古屋市立鳴海中学校                      | 尾張学区 |
| 鳥澄二丁目 | 名古屋市立相原小学校                      | 名古屋市立鳴海中学校                      | 尾張学区 |
| 鳥澄三丁目 | 名古屋市立相原小学校 名古屋市立東丘小学校 | 名古屋市立鳴海中学校 名古屋市立東陵中学校 | 尾張学区 |

## 交通
- 国道302号（名古屋環状2号線）
- 愛知県道36号諸輪名古屋線

## 施設
- ドン・キホーテ 緑店

## その他

### 日本郵便
- 郵便番号 : 458-0025[3]（集配局：緑郵便局[16]）。